# Tommy Svensson
Tommy Svensson   (Växjö, 4 de març de 1945) és un exfutbolista suec de la dècada de 1960.
Fou 40 cops internacional amb la selecció sueca amb la qual participà en la Copa del Món de Futbol de 1970.
Pel que fa a clubs, defensà els colors de Östers IF i Standard Liège.